# Cladocarpus tortus
Cladocarpus tortus is een hydroïdpoliep uit de familie Aglaopheniidae. De poliep komt uit het geslacht Cladocarpus. Cladocarpus tortus werd in 1938 voor het eerst wetenschappelijk beschreven door Fraser. 